# Fregate Island
Fregate Island (także: Frigate Island; fr. Île Frégate) – wyspa na Oceanie Indyjskim, należąca do Republiki Seszeli, wysunięta najdalej na wschód ze wszystkich Wysp Wewnętrznych (55 km od Mahé). Jej powierzchnia wynosi 2,19 km². Najwyższym wzniesieniem jest Mount Signal, znana też jako Signal Rock (125 m n.p.m.). 
Fregate Island jest własnością prywatną. Działa tu luksusowy ośrodek wypoczynkowy – hotel Frégate Island „Private”, w którym często goszczą wielkie gwiazdy Hollywoodu. Jego budowa przebiegała pod ścisłym nadzorem specjalistów od ochrony przyrody.

## Flora i fauna
Typowymi przedstawicielami flory na wyspie są nanercz zachodni, migdałowiec zwyczajny oraz Calophyllum inophyllum (drzewo z rodzaju gumiak). Większa część wyspy porośnięta jest jednak roślinnością sprowadzoną przez człowieka - znajdują się tu plantacje papai, bananów, kapusty, sałaty i batatów, dostarczające produktów do hotelowej kuchni. 
Do miejscowych przedstawicieli fauny zaliczają się takie endemity jak: sroczek seszelski, wikłacz seszelski, a także chrząszcz kolczak seszelski. 

## Historia
Współczesną nazwę nadał wyspie Lazare Picault w 1744 roku, przypuszczalnie od zamieszkujących ją wówczas ptaków fregat. Odkryto tu ruiny nieznanego pochodzenia, m.in. pozostałości dawnej zagrody, ołowiany wodociąg i trzy koralowe groby. Najprawdopodobniej była to dawna osada piracka, ale mogła to być też stara faktoria arabska. 
W 1802 roku Fregate Island była miejscem zsyłki jakobinów, oskarżonych o spisek przeciw Napoleonowi. Wkrótce zostali oni jednak przetransportowani na wyspę Anjouan na Komorach.
Pierwsi stali koloniści przybyli tu w 1812 roku i znaleźli na wyspie maszt z drewna tekowego (na plaży Anse Lesange), a także złoty pas z krzyżem i złote ramiączko. Według przekazów pewnego maurytyjskiego podróżnika z 1838 roku na plaży często odnajdywano złote hiszpańskie monety. Wszystko to sprawia, że wyspa jako jedno z niewielu miejsc na Seszelach budzi zainteresowanie archeologów.